# Langrisser III
Langrisser III (ラングリッサーIII?) es un juego de estrategia táctico para la consola Sega Saturn desarrollado por Career Soft y Masaya Games en 18 de octubre de 1996 solo en Japón y es la secuela de Langrisser II, lanzado en varios países asiáticos pero no en Occidente. Es la primera entrega de 32 bits de la serie.
Langrisser III introdujo un sistema de relación no lineal similar a los simuladores de citas. Dependiendo de las elecciones y acciones del jugador, los sentimientos de las aliadas femeninas cambiarán hacia el personaje del jugador, quien terminará con la aliada femenina con la que es más cercano.

## Argumento
Aunque Langrisser III se titula como tal, es una precuela de los dos primeros títulos de la serie y trata sobre la creación de la espada Langrisser. En consecuencia, también se establece antes de la serie de precuelas Elthlead y sienta las bases para las guerras que tienen lugar en esa serie de estrategia. El juego también presenta las genealogías que dominan la mayor parte de la serie Langrisser, con la excepción de Langrisser IV, que se desarrolla en el continente occidental Yeless.

## Edición Limitada
La edición limitada de Langrisser III incluye un libro de arte y una portada holográfica.

## Otros Medios

### Manga y Novela
- Kadokawa Sneaker Bunko publica a una novela ligera basada en el tercer juego, fue diseñado por Ataru Kamii en 1996.
- Enix publica dos mangas basadas en el tercer juego del mismo nombre, que fue escrito y diseñado por Sayuri Sakai, entre 1996 y 1997.

- Datos: Q2448514